# Миомэктомия

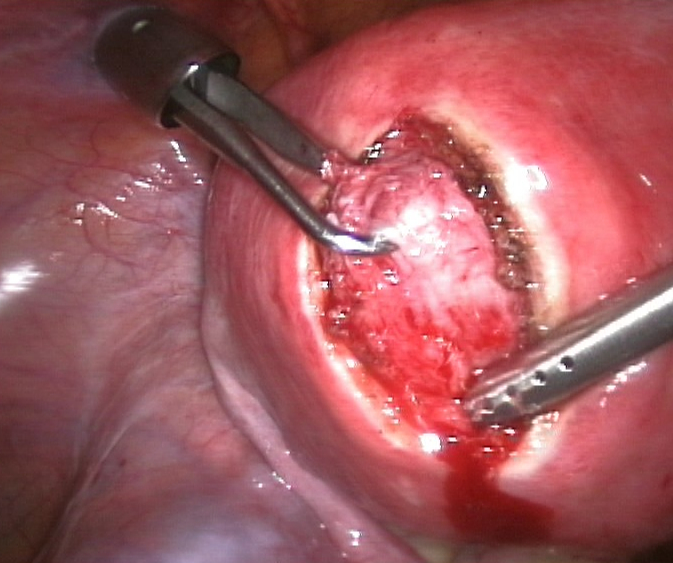
Лапароскопическая миомэктомия: матка надрезана, узел захвачен и готов к вылущиванию

Миомэктоми́я — хирургическая операция на теле матки, заключающаяся в удалении из её мышечной стенки доброкачественной опухоли (миомы). Проведение миомэктомии подразумевает удаление только фиброматозных узлов, с сохранением тела матки и, таким образом, детородной функции. Обычно применяется у пациенток в молодом возрасте.

## Разновидности операций
Миомэктомия бывает нескольких типов (в зависимости от клинической картины):
- Гистероскопическая миомэктомия. Проводится только в случае, если миома расположена прямо под слизистым слоем матки и выступает в её просвет. Разрез не производится: хирург вводит резектоскоп через влагалище и шейку в полость матки и удаляет узел.
- Лапароскопическая миомэктомия. Проводится при наличии субсерозных или интрамуральных узлов. В брюшную полость вводится лапароскоп (через небольшие проколы-разрезы в области пупка) с прикрепленной к нему микро-видеокамерой, также делаются 2-3 разреза-прокола внизу живота для введения хирургических инструментов.
- Абдоминальная миомэктомия. При проведении данной операции делаются 2 разреза: на животе (для доступа к матке) и на самой матке. Несмотря на длительный послеоперационный период выздоровления (до 6 недель), эта операция позволяет сохранить матку и детородную функцию пациентки.

Все виды миомэктомии проводятся под наркозом.
Как осложнения после данной операции могут возникнуть спаечный процесс, реже метротромбофлебит.

## Миомэктомия при беременности
Беременность в сочетании с миомой матки является серьёзной проблемой для здоровья женщин и их будущих детей. Она возникает у 20—30 % женщин в возрасте репродуктивного периода. В большинстве случаев миома не оказывает влияния на беременность, но у некоторых женщин могут возникнуть осложнения, такие как нарушение питания узла миомы или угроза прерывания беременности. Осложнённое течение беременности и родов требует индивидуального подхода и может потребовать оперативного вмешательства. Некоторые женщины могут продолжить беременность без миомэктомии, если размеры узлов небольшие и они не нарушают функцию органов и развитие беременности.